# Cantone di Aumale
Il Cantone di Aumale era una divisione amministrativa dell'arrondissement di Dieppe.
È stato soppresso a seguito della riforma complessiva dei cantoni del 2014, che è entrata in vigore con le elezioni dipartimentali del 2015.
Comprendeva i comuni di
- Aubéguimont
- Aumale
- Le Caule-Sainte-Beuve
- Conteville
- Criquiers
- Ellecourt
- Haudricourt
- Illois
- Landes-Vieilles-et-Neuves
- Marques
- Morienne
- Nullemont
- Richemont
- Ronchois
- Vieux-Rouen-sur-Bresle